# Patrick Calcagni
Patrick Calcagni (Sorengo, 5 juli 1977) is een Zwitsers voormalig wielrenner, beroeps van 2000 tot 2009. Hij reed voor Vini Caldirola, Liquigas en Barloworld. 

## Belangrijkste overwinningen
2000
- Zwitsers kampioen op de weg individuele tijdrit, Elite

2001
- 3e etappe Ronde van Japan

2007
- Sprintklassement Ronde van Romandië

2008
- GP Pino Cerami

## Resultaten in voornaamste wedstrijden
| Jaar | Ronde van Italië | Ronde van Frankrijk | Ronde van Spanje |
| ---- | ---------------- | ------------------- | ---------------- |
| 2000 |                  |                     |                  |
| 2001 |                  |                     |                  |
| 2002 |                  |                     | 103e             |
| 2003 |                  |                     | 128e             |
| 2004 |                  |                     | 65e              |
| 2005 | opgave           |                     | 40e              |
| 2006 | 107e             | 128e                |                  |
| 2007 |                  |                     | 92e              |
| 2008 | opgave           |                     |                  |
| 2009 |                  |                     |                  |

| Jaar | Milaan-San Remo | Gent-Wevelgem | Ronde van Vlaanderen | Amstel Gold Race | Luik-Bast.‑Luik | Ronde van Lombardije | Waalse Pijl | Bretagne Classic |  | WK op de weg |
| ---- | --------------- | ------------- | -------------------- | ---------------- | --------------- | -------------------- | ----------- | ---------------- |  | ------------ |
| 2000 |                 |               |                      |                  |                 | 45e                  |             |                  |  |              |
| 2001 |                 |               |                      |                  |                 |                      | 106e        |                  |  |              |
| 2002 |                 |               |                      |                  |                 | 69e                  | 147e        |                  |  |              |
| 2003 |                 |               |                      |                  |                 |                      |             |                  |  |              |
| 2004 | 115e            |               |                      |                  |                 | 52e                  |             | 7e               |  | 80e          |
| 2005 |                 |               |                      | 55e              | 52e             |                      | 95e         |                  |  | 82e          |
| 2006 |                 |               |                      | 82e              | 96e             |                      | 96e         | 61e              |  |              |
| 2007 |                 |               |                      | 78e              |                 |                      | 49e         |                  |  |              |
| 2008 | 51e             | 125e          | 83e                  |                  |                 |                      |             |                  |  |              |
| 2009 | 116e            |               | 62e                  |                  |                 |                      |             |                  |  |              |